# Melbourne Park

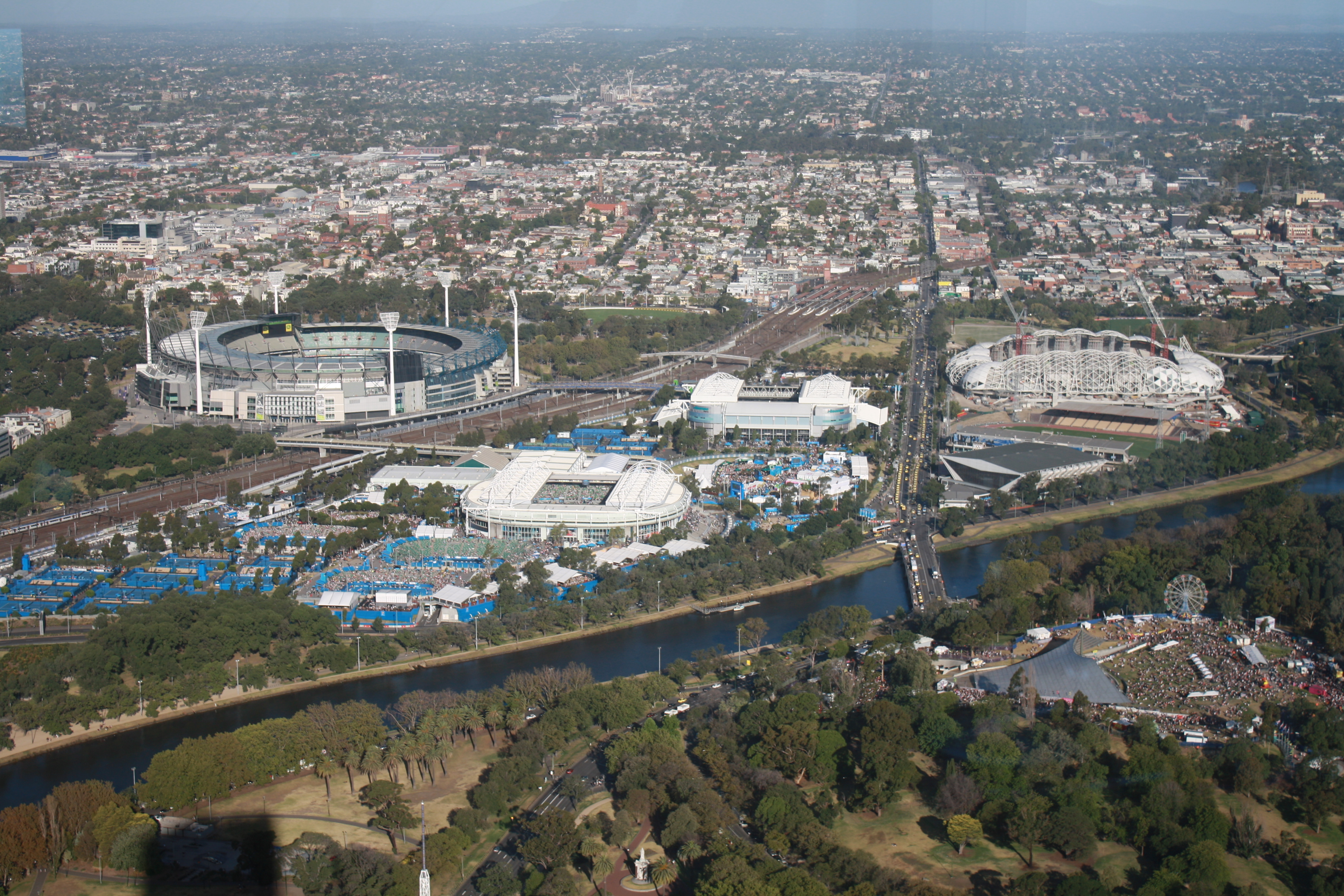
Le quartier des sports et des divertissements de Melbourne avec Melbourne Park étant situé entre Yarra Park et le MCG à gauche et AAMI Park et le Parc olympique à droite

Melbourne Park est un complexe sportif situé dans le quartier des sports et des divertissements de Melbourne à Melbourne, Victoria, Australie. Depuis 1988, le Bicentenaire de l'Australie, Melbourne Park accueille le tournoi du Grand Chelem l'Open d'Australie de tennis qui se joue chaque année en janvier. Le parc dispose de plusieurs sites où se déroulent les matchs de l'Open d'Australie. La Rod Laver Arena est la plus grande salle avec une capacité de 15 000 places, tandis que la John Cain Arena peut accueillir 10 500 places et la Margaret Court Arena 7 500. Les trois sites sont dotés de toits rétractables, ce qui permet de jouer des événements à l'intérieur ou à l'extérieur. En outre, il y a le Show Court 3 et 1573 Arena qui ont tous deux une capacité de 3 000 places, et la nouvelle Kia Arena de 5 000 places (ouverte en 2022). Au total, il y a 35 courts de tennis Greenset extérieurs à Melbourne Park.
Melbourne Park appartient à Melbourne & Olympic Parks, qui gère également le Melbourne Rectangular Stadium adjacent. La section Yarra Park du Sports and Entertainment Precinct est gérée séparément.

## Histoire
Le parc était à l'origine connu sous le nom de Flinders Park jusqu'en 1996, lorsque-Premier, Jeff Kennett a décidé de changer le nom en Melbourne Park, principalement pour annoncer le nom "Melbourne" à un large public international lors d'événements qui s'y déroulent. La décision s'est heurtée à une forte opposition et a été comparée par certains au changement de nom du Stade Roland Garros (accueil de l'Open de France à Paris) "Parc de Paris". Cependant, au fil des ans, le nom est devenu accepté par les Melburniens.
Le parc Flinders a été développé en 1988 à côté du Jolimont Yard en tant que nouvelle enceinte pour accueillir l'Open d'Australie. Le site précédent, Kooyong Stadium, était devenu trop petit pour le tournoi en plein essor. La construction de Flinders Park a été achevée en 1988 pour un coût d'au moins 94 millions de dollars. L'inauguration du nouveau quartier a été accueillie par des critiques incroyablement positives de la part des joueurs et des spectateurs, certains qualifiant les installations et les équipements de meilleurs des quatre Grand Chelem. L'expansion de l'enceinte a ensuite eu lieu en 1996, lorsque 23 millions de dollars supplémentaires ont été investis pour créer deux courts de spectacle entièrement assis et plus grands et huit nouveaux courts «Ace», ainsi qu'un grand espace herbeux, maintenant connu sous le nom de «Garden Square».
L'organisation responsable de la gestion de l'enceinte est le Melbourne & Olympic Parks Trust, qui a été créé en octobre 1995 conformément aux dispositions de l'amendement  2013/07/MOPT_Act.pdf Loi de 1985 sur Melbourne et les parcs olympiques. En avril 2018, Tennis Australia a révélé qu'il avait l'ambition de reprendre les droits de gestion de l'ensemble de l'enceinte, dans l'espoir de maximiser son utilisation pour d'autres événements sportifs et culturels en dehors de l'Open d'Australie.

## Compétitions
Bien qu'il soit surtout connu pour être un lieu de tennis, Melbourne Park accueille également un certain nombre d'autres événements sportifs et musicaux tout au long de l'année. Le lieu a tendance à être utilisé par des artistes internationaux plus populaires, car c'est le plus grand que la ville a à offrir, à l'exception du Docklands Stadium dans les Docklands et du Melbourne Cricket Ground à proximité. Outre le tournoi de tennis, qui attire généralement plus de 800 000 spectateurs, le parc dispose d'installations qui permettent de pratiquer régulièrement d'autres sports dans les arènes de Melbourne Park, comme le netball (Super Netball équipes, Melbourne Vixens et Collingwood Magpies jouent des matchs à domicile à John Cain Arena et Margaret Court Arena) et basket-ball (National Basketball League Melbourne United joue des matchs à domicile à la John Cain Arena). Dans le passé, Melbourne Park a accueilli des événements de patinage sur glace, de cyclisme sur piste, de natation et de compétition automobile. Les salles Rod Laver Arena et Margaret Court Arena sont le plus souvent utilisées pour les concerts de musique. Les trois courts/arènes du stade sont polyvalents et sont utilisés pour une variété d'événements, y compris les engagements de l'Open d'Australie en janvier.

## Arènes et installations
Melbourne Park est le seul site de Grand Chelem à avoir trois courts installés avec un toit rétractable, permettant de continuer à jouer en cas de pluie ou de chaleur extrême. Les courts étaient en Plexicushion de 2008 à 2019.
| Court 187                                        | Court 187 | Ouvert | Capacité | Toit de l'arène | Réf.   |
| ------------------------------------------------ | --------- | ------ | -------- | --------------- | ------ |
| Rod Laver Arena                                  |           | 1988   | 14 820   | Rétractable     | [ 6 ]  |
| John Cain Arena                                  |           | 2000   | 10 300   | Rétractable     | [ 7 ]  |
| Margaret Court Arena (Anciennement Show Court 1) |           | 1988   | 7 500    | Retractable     | [ 8 ]  |
| Kia Arena                                        |           | 2022   | 5 000    | Non             | [ 9 ]  |
| 1573 Arena                                       |           | 1988   | 3 000    | Non             | [ 10 ] |
| Court 3                                          |           | 1988   | 3 000    | Non             | [ 10 ] |

### Rod Laver Arena

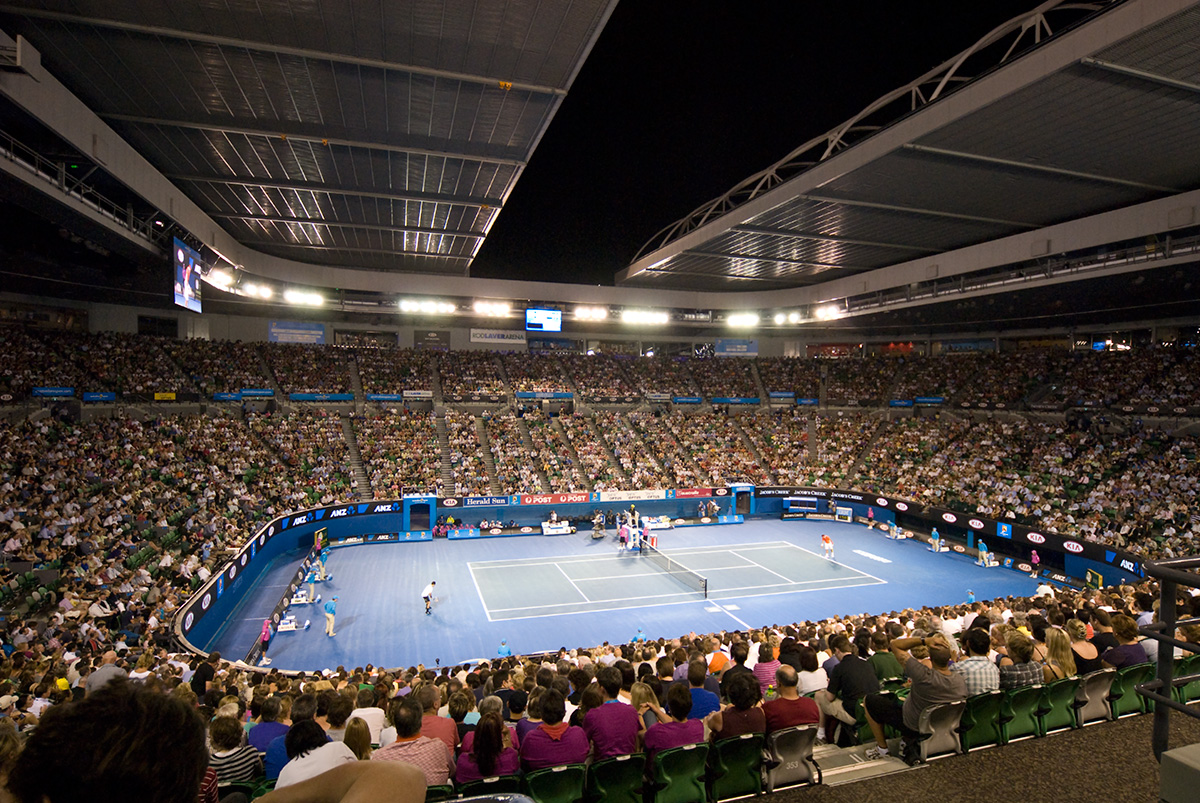
Rod Laver Arena

Anciennement connu sous le nom de Center Court, Rod Laver Arena a une capacité de près de 15 000 places et possède un toit rétractable. L'arène a été ouverte en 1988 avant les championnats de cette année et était à l'origine connue sous le nom de Centre national de tennis à Flinders Park,. Ce n'est qu'en janvier 2000 que l'arène a été nommée d'après l'un des plus grands joueurs de tennis Australiens, Rod Laver.
Rod Laver Arena a accueilli certains des matchs de tennis les plus mémorables, tels que :
- Rafael Nadal contre Roger Federer (finales en 2009 & 2017) – La Rivalité Federer-Nadal comprend deux finales à l'Open d'Australie, chacun à huit ans d'intervalle et partagé également entre les deux. Les deux sont allés à cinq sets et sont considérés comme des classiques. La finale de 2009 a été particulièrement remarquable pour les larmes de Federer lors de la présentation d'après-match[13].
- Novak Djokovic contre Rafael Nadal (2012) - Considéré comme l'un des plus grands matchs de tous les temps, Djokovic a décroché son troisième titre de l'Open d'Australie en peu de temps -épopée de six heures, battant Nadal 7-5 au cinquième set. Ce fut la finale la plus longue de l'histoire du Grand Chelem, d'une durée de 5 heures 53 minutes et éclipsant le précédent record établi par Mats Wilander et Ivan Lendl à la finale de l'US Open 1988[14].
- Lleyton Hewitt contre Roger Federer (demi-finale de Coupe Davis 2003) - Étiqueté "l'un des plus grands retours de la longue histoire de la Coupe Davis en Australie", Hewitt a battu un Federer toujours en hausse, 5-7 2-6 7-6 (7-4) 7-5 6-1 devant une foule bruyante de Melbourne et réservé la place de l'Australie en finale[15].

### John Cain Arena

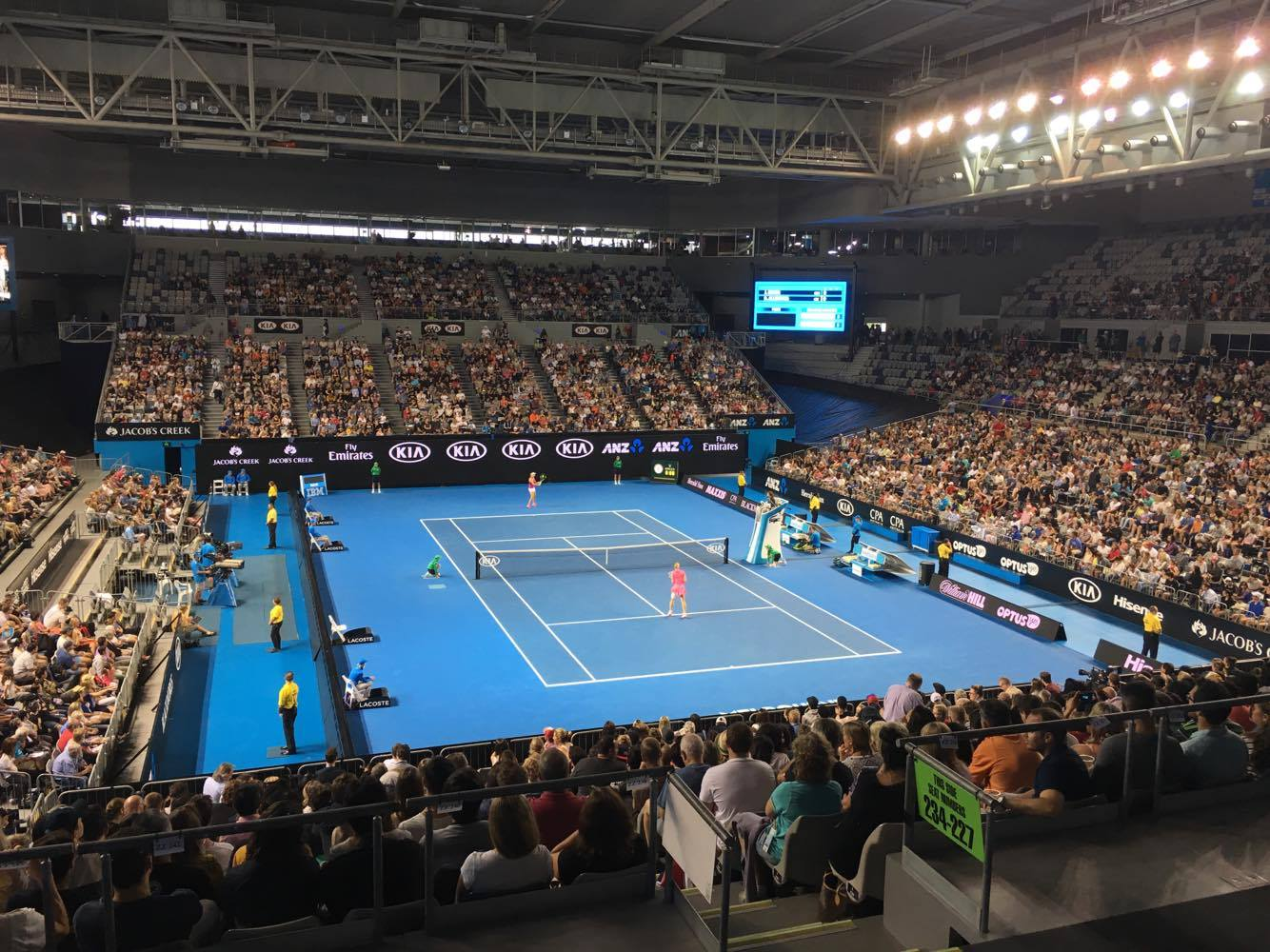
John Cain Arena

Le deuxième plus grand terrain est John Cain Arena (connu à l'origine sous le nom de lieu polyvalent, comme on l'appelait pendant les Jeux du Commonwealth de 2006), qui a été ouvert en 2000. Il a une capacité de 10 500 places. , et dispose également d'un toit rétractable. Achevée en 2000 pour un coût de 65 millions de dollars, l'arène a accueilli une grande variété d'événements sportifs et autres depuis sa création, y compris des combats de boxe tels que Anthony Mundine contre Lester Ellis, comme ainsi que des Grand Finals de netball et de basket-ball et des concerts donnés par Scissor Sisters, BB King, Nicki Minaj et One Direction.
Pendant l'Open d'Australie, la John Cain Arena accueille de nombreux matchs de jour et de nuit jusqu'à la fin du quatrième tour. Plus particulièrement, c'est le lieu du plus long match en simple féminin d'un Grand Chelem. Francesca Schiavone a battu Svetlana Kuznetsova 6-4 1-6 16-14 en quatre heures et quarante-quatre minutes au quatrième tour de l'Open d'Australie 2011. John Cain Arena est accessible aux clients de l'Open d'Australie avec un pass terrestre (c'est-à-dire la forme de billetterie la moins chère disponible) depuis 2015 et par la suite, l'arène a acquis la réputation d'être, comme la plupart des courts extérieurs, un lieu incroyablement passionné avec une atmosphère formidable, en particulier quand les Australiens jouent sur le terrain,.

### Margaret Court Arena

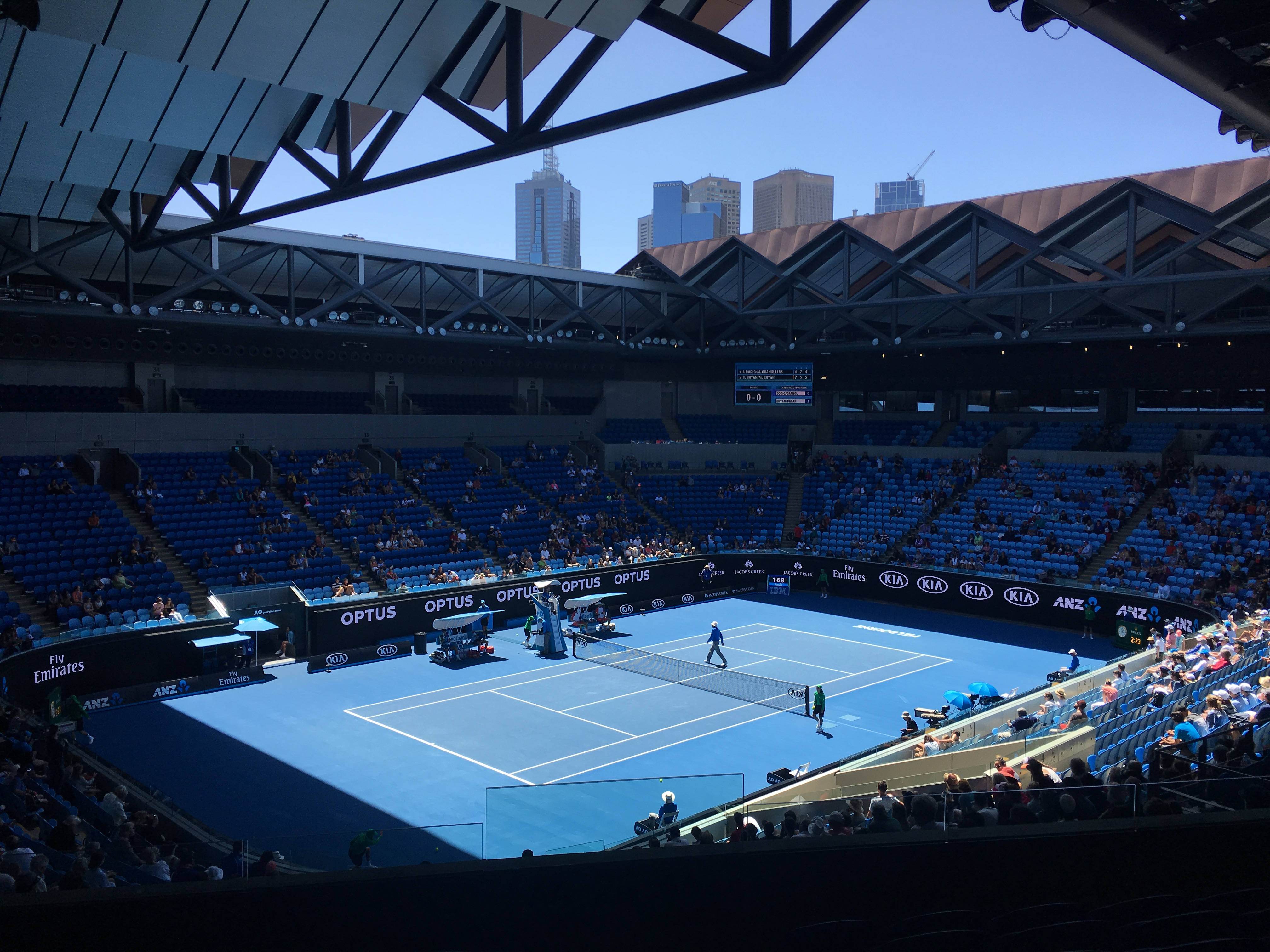
Margaret Court Arena

Anciennement connu sous le nom de Show Court 1, Margaret Court Arena a été ouvert en 1988 avec le quartier de Melbourne Park. À l'origine, pouvant accueillir 6 000 spectateurs, l'arène a subi une rénovation qui a porté la capacité à 7 500 et a ajouté un toit rétractable - le plus rapide du genre au monde, s'ouvrant ou se fermant en seulement cinq minutes. Le réaménagement a été achevé avant l'Open d'Australie 2015. L'arène est également utilisée pour des concerts de musique réguliers et est l'un des deux terrains de l'équipe Super Netball les Melbourne Vixens.
La conjecture sur le nom de l'arène a provoqué un débat important dans la société australienne. Nommée en l'honneur de Margaret Court, statistiquement la plus grande joueuse australienne en simple du Grand Chelem, Court a suscité la controverse sur ses opinions publiques sur les questions LGBT. Pas plus tard qu'en 2017, plusieurs personnalités publiques ont appelé à changer le nom de l'arène,. La direction des sites a précédemment déclaré qu'elle ne soutenait pas les commentaires de la Cour et "embrassait [s] l'égalité, la diversité et l'inclusion".

### Kia Arena

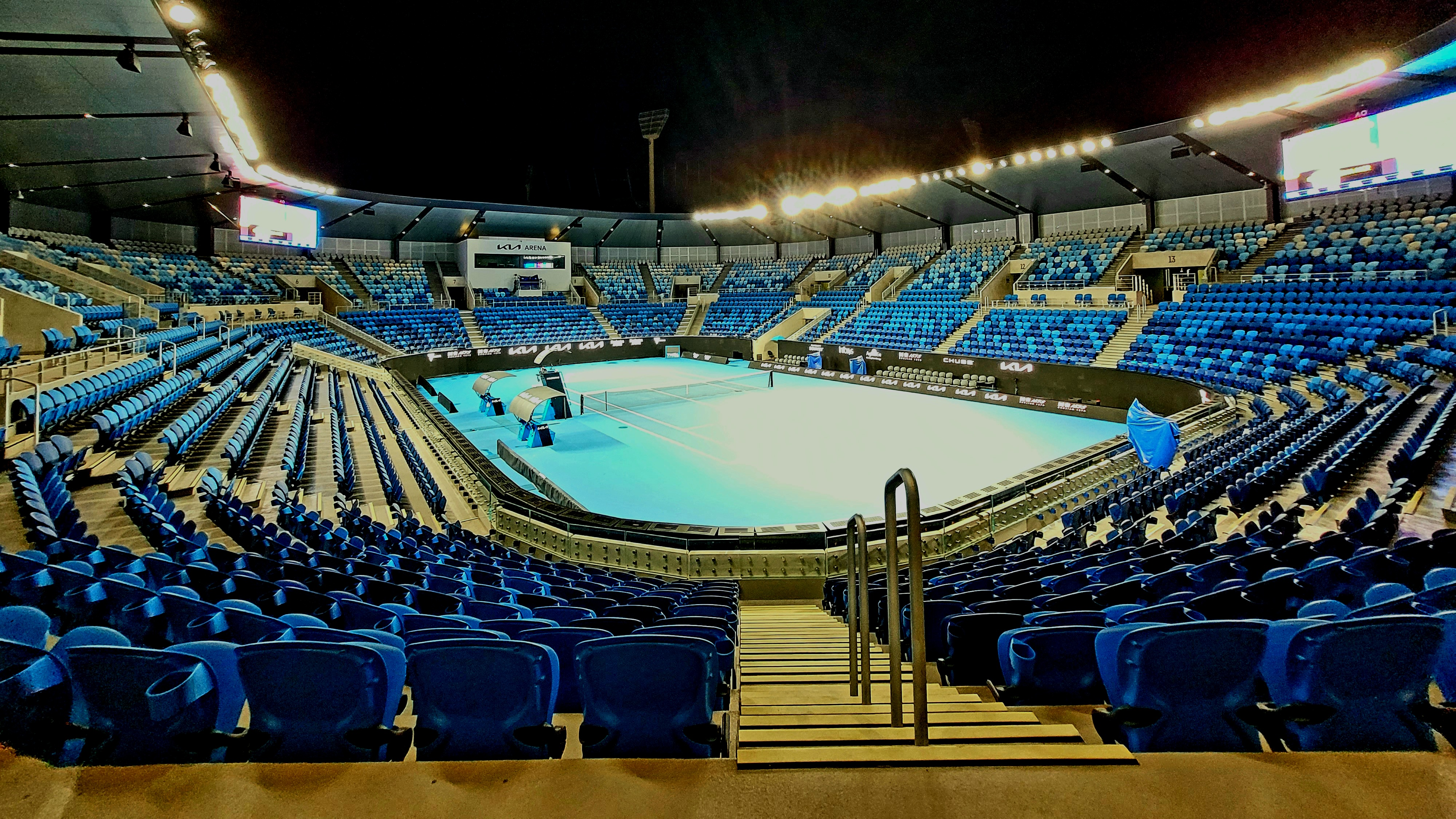
Kia Arena en janvier 2022

En avril 2019, la construction de la Kia Arena a commencé sur le site des anciens Eastern Courts 16-23, entre Rod Laver et John Cain Arenas. L'arène en plein air est partiellement enfoncée dans le sol et possède une structure de toit capable de protéger la plupart des spectateurs des extrémités, mais contrairement aux plus grandes arènes, elle n'a pas de toit rétractable capable d'être fermé par mauvais temps. La construction de l'arène était l'élément distinctif de la troisième étape de 271,5 $ de réaménagement de Melbourne Park et a été achevée avant l'Open d'Australie de 2022. L'arène peut accueillir 5 000 spectateurs,,.

### 1573 Arena & Court 3
Outre 35 autres courts de jour de match et d'entraînement, dont beaucoup ont une capacité temporaire pouvant atteindre 2 500 places pour l'Open d'Australie, il y a deux Show Courts à Melbourne Park, 1573 Arena et Court 3, chacun avec une capacité permanente d'environ 3 000 places assises. 

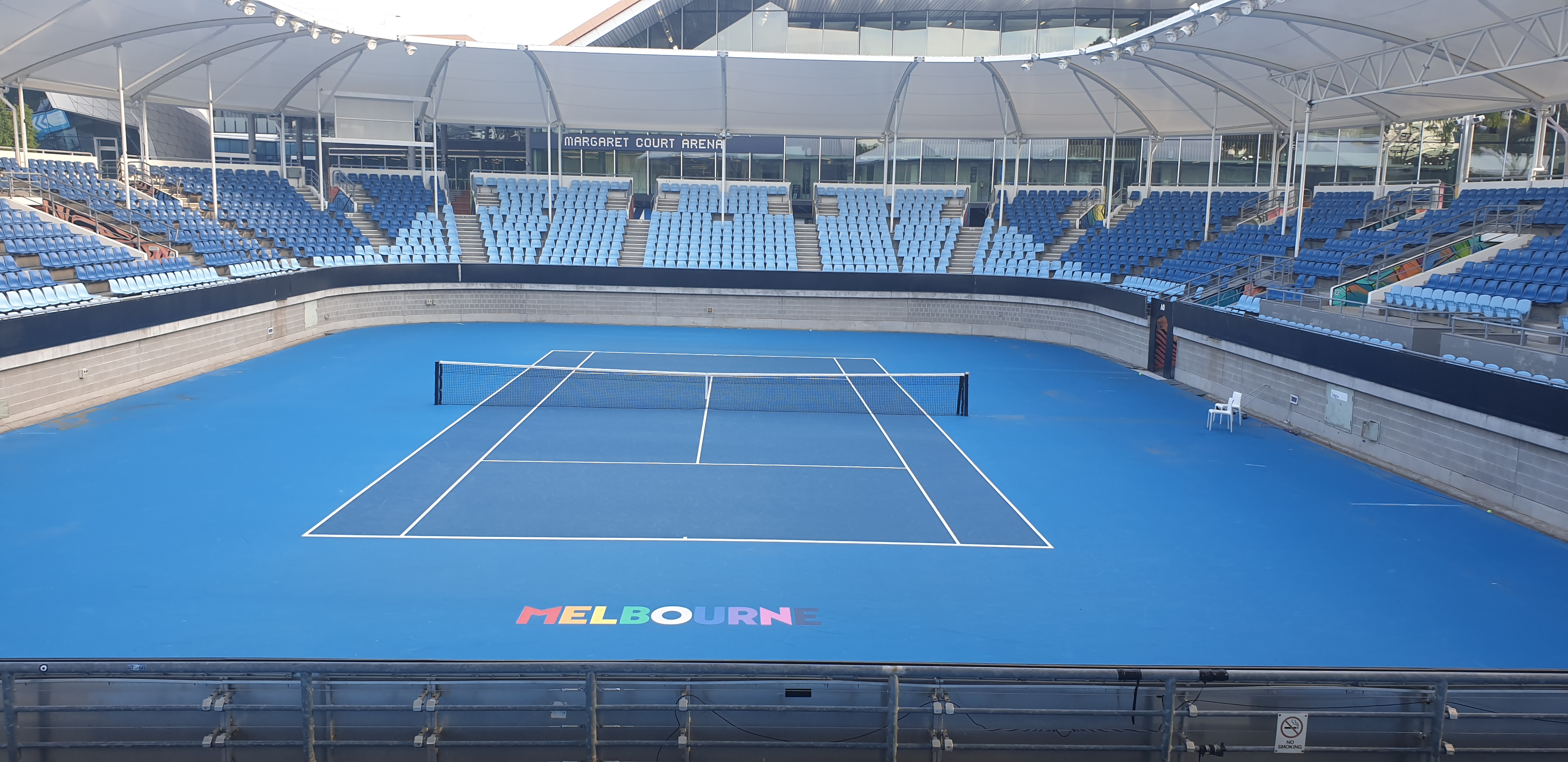
View of Show Court 3 in March 2021

 Comme tous les autres courts de tennis de Melbourne Park, ces courts de spectacle restent des courts de tennis tout au long de l'année et sont à la disposition du grand public. Les courts restants de Melbourne Park sont des courts extérieurs situés principalement du côté ouest de l'enceinte, plus près de Birrarung Marr. Ils ont des sièges de 50 à 2 500 installés pour l'Open d'Australie.

### Centrepiece
Ouvert en septembre 2021, Centrepiece a remplacé l'ancien centre des fonctions et des médias, est situé près de Garden Square et Rod Laver Arena. Le bâtiment est capable d'accueillir de grands événements et des banquets de capacité variable à l'intérieur de la grande salle de bal, et est également équipé d'installations de diffusion médiatique et télévisée, de studios et de salles de réunion, et d'un auditorium de 250 places.

## Redéveloppement (2010-2022)
Le réaménagement de Melbourne Park a été le processus par lequel l'enceinte a subi trois étapes importantes de réaménagement entre 2010 et 2022. Le réaménagement de l'étape 1 comprenait la construction d'un nouveau Eastern Plaza pour accueillir un centre d'entraînement de tennis d'élite et un nouveau pont reliant Melbourne Park au à proximité AAMI Park stade et Olympic Park Oval, ainsi qu'une mise à niveau vers Margaret Court Arena. Le centre d'entraînement de tennis de l'Eastern Plaza, qui a ensuite été rebaptisé Centre national de tennis, comprend huit courts intérieurs et 13 courts extérieurs, dont huit sont Europe un court en terre battue. Il a été dévoilé en janvier 2013,. Margaret Court Arena a vu sa capacité d'accueil augmentée à 7 500 places et un toit rétractable installé, et a été ouvert avant l'Open d'Australie 2015. Le coût du réaménagement de l'étape 1 était de 366 millions de dollars.
L'étape 2 du réaménagement a commencé en juin 2015, lorsqu'il a été annoncé que Rod Laver Arena subirait un réaménagement de sa façade extérieure et de ses caractéristiques intérieures, telles que les bars et autres installations pour les joueurs et les spectateurs,. La deuxième étape plus large comprenait une nouvelle passerelle reliant Melbourne Park et Birrarung Marr et un bâtiment administratif et médiatique, pour abriter Tennis Australia et le siège de Melbourne & Olympic Parks Trust. La nouvelle passerelle, nommée Tanderrum Bridge, a été dévoilée en décembre 2016 et le bâtiment de l'administration et des médias a été achevé deux mois plus tôt,. La rénovation de la Rod Laver Arena comprenait une nouvelle installation d'entraînement, de loisirs et de restauration à quatre niveaux pour les athlètes de l'Open d'Australie et le grand public à d'autres moments; cela a été achevé en décembre 2018. Le toit rétractable de la Rod Laver Arena a également été amélioré pour permettre sa fermeture en cas d'intempéries en cinq minutes, au lieu des 30 minutes qu'il a fallu pour fermer auparavant. Le réaménagement de l'étape 2 a coûté 338 millions de dollars et a été entièrement achevé en septembre 2019.
La phase finale du réaménagement (étape 3) a été annoncée en avril 2017 par le gouvernement victorien ; 271,3 millions de dollars supplémentaires ont été investis pour achever les mises à niveau de Melbourne Park,. La construction de la phase 3 a commencé en avril 2019. Les éléments caractéristiques de cette phase de réaménagement ont été la construction d'une nouvelle arène de spectacle engloutie de 5 000 places située entre les arènes Rod Laver et John Cain, et la construction d'un centre de fonctions et de médias à deux étages. nommée Centre de table, à l'emplacement de l'ancien centre de réception. Le bâtiment « Pièce maîtresse » comprend une grande salle pouvant accueillir jusqu'à 1 400 personnes lors d'un banquet, un auditorium de style conférence de presse pouvant accueillir jusqu'à 250 personnes et plusieurs studios de diffusion pouvant être convertis en salles de réunion, salles de réunion ou cocktails. D'autres améliorations apportées au parc dans le cadre de cette étape ont été l'installation d'un centre logistique central qui comprenait une cuisine et un quai de chargement, des espaces publics gazonnés supplémentaires et deux courts de tennis de match pouvant accueillir plusieurs centaines de spectateurs,. La construction de l'installation Centre de table a été achevée en août 2021,. Dans l'ensemble, un total de 972 millions de dollars a été dépensé pour le réaménagement pluriannuel de l'enceinte de Melbourne Park. L'achèvement de tous les travaux dans l'enceinte a été achevé en décembre 2021, peu avant l'Open d'Australie 2022 en janvier,,.

## Transport et accès
Melbourne Park est adjacent au Melbourne Cricket Ground dans Yarra Park, et plusieurs ponts piétonniers relient les deux à travers les lignes de chemin de fer qui les séparent. Le parc est à cinq minutes à pied des gares Richmond et Jolimont, et à cinq minutes du centre-ville en tramway (ligne 70) ou dix minutes à pied.